# エルチェ・ミゲル・エルナンデス大学
エルチェ・ミゲル・エルナンデス大学（スペイン語: Universidad Miguel Hernández de Elche）は、スペイン・バレンシア州アリカンテ県エルチェに本部を置く公立大学。略称は「UMH」。1996年に設立された。名称は詩人のミゲル・エルナンデスに由来している。

## キャンパス

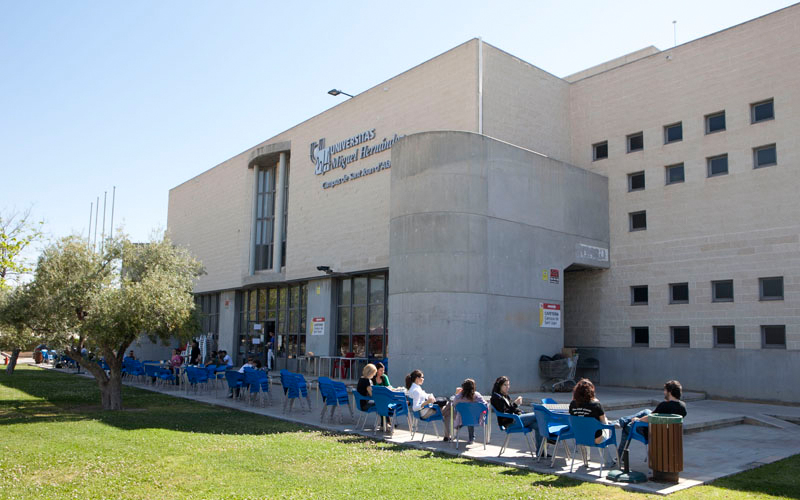
サン・ジュアンキャンパス

エルチェにあるメインキャンパスのほかに、アルテア、オリウエラ、サン・ジュアン・ダラカントにもキャンパスを有している。
- エルチェキャンパス
- サン・ジュアン（英語版）キャンパス
- オリウエラキャンパス
- アルテアキャンパス

## 学部

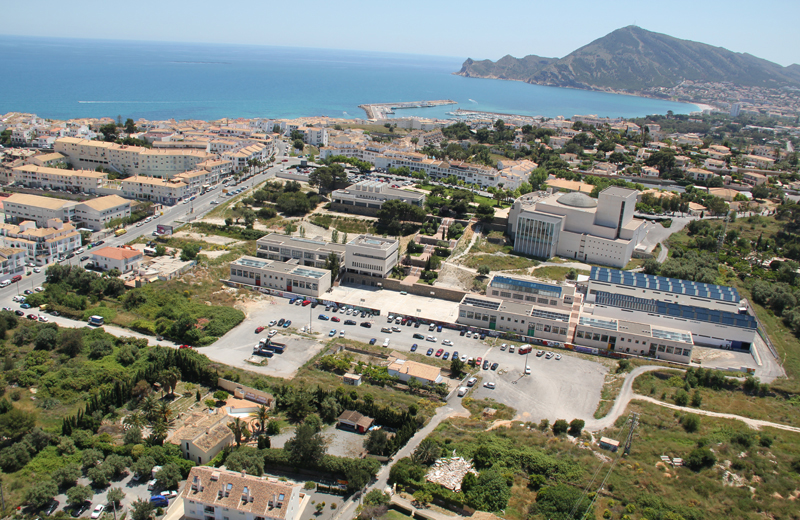
アルテアキャンパス

- 理学部
- 芸術学部
- 医学部
- 薬学部
- 社会健康科学部
- 社会学・法学部
- 工学部